# Veraval
Veraval là một thành phố và khu đô thị của quận Junagadh thuộc bang Gujarat, Ấn Độ.

## Địa lý
Veraval có vị trí 20°54′B 70°22′Đ / 20,9°B 70,37°Đ Nó có độ cao trung bình là 0 mét (0 feet).

## Nhân khẩu
Theo điều tra dân số năm 2001 của Ấn Độ, Veraval có dân số 141.207 người. Phái nam chiếm 51% tổng số dân và phái nữ chiếm 49%. Veraval có tỷ lệ 62% biết đọc biết viết, cao hơn tỷ lệ trung bình toàn quốc là 59,5%: tỷ lệ cho phái nam là 71%, và tỷ lệ cho phái nữ là 53%. Tại Veraval, 14% dân số nhỏ hơn 6 tuổi.